# Bert Oosterbosch
Bert Oosterbosch (Eindhoven, 30 de juliol de 1957 - Lekkerkert, 18 d'agost de 1989) va ser un ciclista neerlandès, que fou professional entre 1979 i 1988. Gran especialista en contrarellotge, durant la seva carrera esportiva aconseguí més de 80 victòries, entre elles 3 etapes al Tour de França i una a la Volta a Espanya.
El 1979 es proclamà Campió del món de persecució.

## Palmarès en pista
- 1979
  -  Campió del món de persecució
- 1981
  -  Campió dels Països Baixos de persecució
- 1983
  -  Campió dels Països Baixos de persecució
- 1984
  -  Campió dels Països Baixos de persecució

## Palmarès en ruta
- 1978
  -  Campió del món en contrarellotge per equips (amb Guus Bierings, Bart van Est i Jan van Houwelingen)
  - Vencedor d'una etapa de la Scottish Milk Race
  - Vencedor de 2 etapes al Tríptic de les Ardenes
- 1979
  - 1r a la Ronde van Midden-Zeeland
- 1980
  - 1r de la Volta a Luxemburg
  - Vencedor d'una etapa del Tour de França
  - Vencedor d'una etapa de la Volta als Països Baixos
- 1981
  - 1r als Quatre dies de Dunkerque
  - Vencedor d'una etapa del Dauphiné Libéré
  - Vencedor d'una etapa de l'Étoile de Bessèges
- 1982
  - 1r de la Volta als Països Baixos i vencedor d'una etapa
  - Vencedor d'una etapa del Volta a Suïssa
  - Vencedor d'una etapa de la París-Niça
- 1983
  - 1r a l'Étoile de Bessèges i vencedor d'una etapa
  - 1r al Tour of the Americas
  - Vencedor de 2 etapes del Tour de França
  - Vencedor d'una etapa de la Volta a Catalunya
  - Vencedor d'una etapa de la Volta als Països Baixos
  - Vencedor d'una etapa de la Tirrena-Adriàtica
  - Vencedor d'una etapa als Tres dies de La Panne
- 1984
  - 1r als Tres dies de La Panne i vencedor d'una etapa
  - 1r a l'E3 Prijs Vlaanderen
  - Vencedor de 2 etapes de la París-Niça
  - Vencedor d'una etapa del Volta a Suïssa
  - Vencedor d'una etapa de la Volta als Països Baixos
  - Vencedor d'una etapa del Tour del Mediterrani
- 1985
  - Vencedor d'una etapa del Volta a Espanya
  - Vencedor d'una etapa de la Volta als Països Baixos
  - Vencedor d'una etapa de la París-Niça
  - Vencedor d'una etapa de la Volta a Catalunya
- 1986
  - Vencedor d'una etapa de la Volta a la Comunitat Valenciana
  - Vencedor d'una etapa de la Setmana Catalana

### Resultats al Tour de França
- 1980. 36è de la classificació general. Vencedor d'una etapa
- 1982. Abandona (2a etapa)
- 1983. Abandona (13a etapa). Vencedor de 2 etapes
- 1984. Abandona (3a etapa)

### Resultats a la Volta a Espanya
- 1985. Abandona. Vencedor d'una etapa